# Пульсовий тиск
Пульсовий тиск — це різниця між систолічним та діастолічним артеріальним тиском. Вимірюється в міліметрах ртутного стовпа (мм рт. ст.). Він відображає силу, яку серце генерує при кожному скороченні. Здоровий пульсовий тиск становить близько 40 мм рт. ст. Пульсовий тиск, який постійно становить 60 мм рт. ст. або вище, ймовірно, пов'язаний із захворюванням, а пульсовий тиск 50 мм рт. ст. або більше збільшує ризик серцево-судинних захворювань. Пульсовий тиск вважається низьким, якщо він становить менше 25 % від систолічного. (Наприклад, якщо систолічний тиск становить 120 мм рт. ст., тоді пульсовий тиск вважатиметься низьким, якщо він буде менше 30 мм рт. ст., оскільки 30 становить 25 % від 120.) Дуже низький пульсовий тиск може бути симптомом таких розладів, як застійна серцева недостатність.

## Розрахунок
Пульсовий тиск розраховується як різниця між систолічним артеріальним тиском та діастолічним артеріальним тиском.
Системний пульсовий тиск приблизно пропорційний ударному об'єму, або кількості крові, що викидається з лівого шлуночка під час систоли (дія насоса), та обернено пропорційний піддатливості (подібно до пружності) аорти.
- Системний пульсовий тиск (найчастіше вимірюється на плечовій артерії у верхній частині плеча за допомогою сфігмоманометра) = Psystolic − Pdiastolic

наприклад, нормальний 120 — 80 = 40 мм рт. ст.
низький: 100 — 80 = 20 мм рт. ст.
високий: 160 — 80 = 80 мм рт. ст.
- Пульсовий тиск у легенях зазвичай значно нижчий за системний артеріальний тиск через вищу піддатливість легеневої системи порівняно з артеріальним кровообігом.[4] Його вимірюють за допомогою катетеризації правих відділів серця або можуть оцінювати за допомогою трансторакальної ехокардіографії. Нормальний тиск у легеневій артерії становить 8–20 мм рт. ст. у стані спокою.[5]

наприклад, нормальний 15 — 8 = 7 мм рт. ст.
високий 25 — 10 = 15 мм рт. ст.

## Значення та варіації

### Низький (вузький) пульсовий тиск
Пульсовий тиск вважається аномально низьким, якщо він становить менше 25 % від систолічного значення. Якщо пульсовий тиск надзвичайно низький, тобто 25 мм рт. ст. або менше, це може свідчити про низький ударний об'єм, як при застійній серцевій недостатності.
Найпоширенішою причиною низького (вузького) пульсового тиску є падіння ударного об'єму лівого шлуночка. При травмі низький або вузький пульсовий тиск свідчить про значну крововтрату.
Вузький пульсовий тиск також спричинений аортальним стенозом. Це пов'язано зі зменшенням ударного об'єму при аортальному стенозі. Інші стани, які можуть спричинити вузький пульсовий тиск, включають крововтрату (через зменшення об'єму крові) та тампонаду серця (через зменшення часу наповнення). У більшості цих станів систолічний тиск знижується, тоді як діастолічний тиск залишається нормальним, що призводить до вузького пульсового тиску.
При синдромі постуральної ортостатичної тахікардії постулюється, що зниження венозного повернення зменшує ударний об'єм і часто призводить до низького пульсового тиску. У крайніх випадках у пацієнтів після стояння пульсовий тиск падає до 0 мм рт. ст., що призводить до практично відсутності пульсу у вертикальному положенні. Цей стан призводить до значної захворюваності, оскільки багатьом ураженим людям важко залишатися на ногах.

### Високий (широкий) пульсовий тиск

#### Постійно високий
Пульсовий тиск 50 мм рт. ст. або більше може збільшити ризик серцевих захворювань, порушень серцевого ритму, інсульту та інших серцево-судинних захворювань та ускладнень. Вважається також, що вищий пульсовий тиск відіграє певну роль у пошкодженні очей та нирок внаслідок таких захворювань, як діабет. Наразі немає препаратів, схвалених для зниження пульсового тиску, але деякі антигіпертензивні препарати, як було показано, незначно знижують пульсовий тиск, тоді як інші препарати, що використовуються для лікування гіпертензії, можуть мати контрпродуктивний побічний ефект — підвищення пульсового тиску у стані спокою.
Аорта має найвищу піддатливість в артеріальній системі, частково завдяки вмісту у своїй стінці відносно більшій частці еластинових волокон порівняно з гладенькими м'язами та колагеном. Це служить зменшенню пульсуючої фракції викиду лівого шлуночка, тим самим знижуючи початковий систолічний пульсовий тиск, але дещо підвищуючи наступну діастолічну фазу. Якщо аорта стає жорсткою, непружною та нерозтяжною через такі захворювання, як артеріосклероз, атеросклероз або дефекти еластину (при захворюваннях сполучної тканини), пульсовий тиск буде вищим через меншу піддатливість аорти.
У пацієнтів з гіпертензією високий пульсовий тиск часто може бути показником жорсткості провідних артерій (жорсткості великих артерій). Коли стінки артерій жорсткіші (менш піддатливі), серцю доводиться битися інтенсивніше, щоб подолати опір жорстких артерій, що призводить до підвищення пульсового тиску.
Інші стани, які можуть призвести до високого пульсового тиску, включають аортальну недостатність, аортальний склероз, тяжку залізодефіцитну анемію (через зниження в'язкості крові), артеріосклероз (через втрату артеріальної піддатливості) та гіпертиреоз (через підвищений систолічний тиск) або артеріовенозну мальформацію, серед інших. Недостатність аортального клапана призводить до зворотного потоку крові (регургітації), що викидається під час систоли, та її повернення до лівого шлуночка під час діастоли. Це підвищує систолічний артеріальний тиск і знижує діастолічний артеріальний тиск, що призводить до розширення пульсового тиску.
Високий пульсовий тиск у поєднанні з брадикардією та нерегулярним диханням пов'язаний з підвищеним внутрішньочерепним тиском — станом, який називається тріадою Кушинга, що спостерігається у людей після травми голови з підвищеним внутрішньочерепним тиском.
До поширених причин розширення пульсового тиску належать:
- Анемія
- Розшарування аорти
- Атеросклероз[11]
- Артеріовенозна фістула[11]
- Хронічна аортальна недостатність
- Аневризма кореня аорти[13]
- Розширення кореня аорти[13]
- Бері-бері[11]
- Розподільний шок[11]
- Ендокардит
- Лихоманка
- Блокада серця
- Підвищений внутрішньочерепний тиск[12][11]
- Відкрита артеріальна протока
- Вагітність[11]
- Тиреотоксикоз[11]

#### Вплив фізичних вправ
У більшості людей під час аеробних вправ систолічний тиск прогресивно зростає, тоді як діастолічний тиск залишається приблизно незмінним, тим самим розширюючи пульсовий тиск. Ці зміни тиску сприяють збільшенню ударного об'єму та серцевого викиду при нижчому середньому артеріальному тиску, що забезпечує кращу аеробну здатність та фізичну працездатність. Зниження діастолічного тиску відображає зниження системного судинного опору м'язових артеріол у відповідь на фізичне навантаження.

## Клінічне значення
Пульсовий тиск має значення як для серцево-судинних захворювань, так і для багатьох несерцево-судинних захворювань. Навіть у людей без інших факторів ризику серцево-судинних захворювань, постійно широкий пульсовий тиск залишається значущим незалежним предиктором смертності від усіх причин, серцево-судинної та, зокрема, коронарної смертності. Існує позитивна кореляція між високим пульсовим тиском та маркерами запалення, такими як С-реактивний білок.

### Серцево-судинні захворювання та пульсовий тиск
Усвідомлення впливу пульсового тиску на захворюваність та смертність недостатнє порівняно з усвідомленням впливу підвищеного систолічного та діастолічного артеріального тиску. Однак, пульсовий тиск послідовно виявляється сильнішим незалежним предиктором серцево-судинних подій, особливо у людей старшого віку, ніж систолічний, діастолічний або середній артеріальний тиск. Цей підвищений ризик спостерігався як у чоловіків, так і у жінок, навіть за відсутності інших факторів серцево-судинного ризику. Підвищений ризик існує навіть у випадках, коли високий пульсовий тиск спричинений зниженням діастолічного тиску з часом, тоді як систолічний залишається стабільним або навіть незначно знижується.
Метааналіз 2000-го року, показав, що збільшення пульсового тиску на 10 мм рт. ст. було пов'язане зі збільшенням ризику серцево-судинної смертності на 20 % та збільшенням ризику всіх коронарних кінцевих точок на 13 %. Автори дослідження також зазначили, що хоча ризики серцево-судинних кінцевих точок зростають з підвищенням систолічного тиску, зі зниженням діастолічного тиску, при будь-якому заданому систолічному артеріальному тиску, ризик основних серцево-судинних кінцевих точок зростає, а не зменшується. Це говорить про те, що втручання, що знижують діастолічний тиск без одночасного зниження систолічного тиску (і таким чином знижують пульсовий тиск), насправді можуть бути шкідливими.
Люди, у яких одночасно діастолічний тиск у стані спокою менше 60 мм рт. ст. та пульсовий тиск більше 60 мм рт. ст., мають вдвічі вищий ризик субклінічної ішемії міокарда та ризик інсульту, який у 5,85 раза перевищує норму. Для таких пацієнтів може бути небезпечним досягати периферичного систолічного тиску нижче 120 мм рт. ст., оскільки це може призвести до такого зниження діастолічного артеріального тиску в корі головного мозку, що перфузія (кровотік) стане недостатньою, що призведе до уражень білої речовини. Майже вся коронарна перфузія та більше половини мозкової перфузії відбувається під час діастоли, тому занадто низький діастолічний тиск може завдати шкоди як серцю, так і мозку.
Підвищений пульсовий тиск також є фактором ризику розвитку фібриляції передсердь.

### Вплив ліків на пульсовий тиск
Наразі немає схвалених препаратів для зниження пульсового тиску. Хоча деякі антигіпертензивні препарати, що зараз є на ринку, можуть мати ефект незначного зниження пульсового тиску, інші можуть насправді мати контрпродуктивний ефект у вигляді підвищення пульсового тиску. Серед класів препаратів, що зараз є на ринку, в огляді 2020 року зазначено, що тіазидні діуретики та нітрати тривалої дії є найефективнішими для зниження пульсового тиску.
Було висунуто гіпотезу, що інгібітори вазопептидази та донатори оксиду азоту можуть бути корисними для зниження пульсового тиску у пацієнтів з підвищеним пульсовим тиском шляхом збільшення розтяжності великих артерій. Існують докази того, що гліцерилтринітрат, донор оксиду азоту, може бути ефективним у зниженні як пульсового тиску, так і загального артеріального тиску у пацієнтів з гострим та підгострим інсультом.
У 2001 році в рандомізованому плацебо-контрольованому дослідженні за участю 1292 чоловіків порівнювали вплив гідрохлоротіазиду (тіазидного діуретика), атенололу (бета-блокатора), каптоприлу (інгібітора АПФ), клонідину (центрального α<sub>2</sub>-агоніста), дилтіазему (блокатора кальцієвих каналів) та празозину (α<sub>1</sub>-блокатора) на пульсовий тиск. Було виявлено, що після одного року лікування гідрохлоротіазид був найефективнішим у зниженні пульсового тиску, із середнім зниженням на 8,6 мм рт. ст. Каптоприл та атенолол були однаково найменш ефективними, із середнім зниженням на 4,1 мм рт. ст. Клонідин (зниження на 6,3 мм рт. ст.), дилтіазем (зниження на 5,5 мм рт. ст.) та празозин (зниження на 5,0 мм рт. ст.) були проміжними.

### Пульсовий тиск і сепсис
Діастолічний артеріальний тиск падає на ранніх стадіях сепсису, що призводить до розширення пульсового тиску. Якщо сепсис стає важким і прогресує порушення гемодинаміки, систолічний тиск також знижується, що призводить до звуження пульсового тиску. Пульсовий тиск понад 70 мм рт. ст. у пацієнтів із сепсисом корелює зі збільшенням шансів на виживання. Розширений пульсовий тиск також корелює зі збільшенням ймовірності того, що людина із сепсисом отримає користь від внутрішньовенних вливань та відреагує на них.